# Hermann Lang (Fußballspieler)
Hermann Lang (* 30. April 1954) ist ein ehemaliger deutscher Fußballspieler.
Hermann Lang kam vom FC Reutlingen zum SSV Reutlingen 05. In der 2. Bundesliga Süd war er in der Saison 1975/76 in 8 Zweitligapartien für den SSV im Einsatz. Nach dem Abstieg am Ende dieser Spielzeit wurde Hermann Lang mit dem SSV Reutlingen in der 1. Amateurliga Schwarzwald-Bodensee 1976/77 Meister. Nachdem er am 7. Mai 1977 beim 2:1-Sieg seiner Reutlinger gegen den SSV Ulm 1846 im Finale um die Württembergische Amateurmeisterschaft über die volle Spieldistanz im Einsatz war, wurde Hermann Lang auch in der anschließenden erfolglosen Aufstiegsrunde zur 2. Bundesliga für den SSV eingesetzt. In der Amateurligasaison 1977/78 verteidigte er mit Reutlingen den Titel des Schwarzwald-Bodensee-Meisters und scheiterte mit dem SSV erneut in der folgenden Aufstiegsrunde. Die Spielzeit 1978/79 beendete Hermann Lang mit dem SSV Reutlingen in der neuen Oberliga Baden-Württemberg nach 36 Saisoneinsätzen, in denen ihm ein Treffer gelang, auf dem letzten Tabellenplatz. In der Saison 1979/80 qualifizierte er sich mit den Reutlingern in der Verbandsliga Württemberg als Vizemeister für die Aufstiegsspiele zur Oberliga. Im entscheidenden Spiel um den Aufstieg gegen den FV Lauda erzielte Hermann Lang am 8. Juni 1980 in der 104. Spielminute den Treffer zum 2:1-Endstand und sorgte damit für die Rückkehr des SSV Reutlingen in die damals dritthöchste deutsche Fußballspielklasse.